# Raúl Ilaquiche
Raúl Clemente Ilaquiche Licta (Pujilí, 8 de enero de 1973- Tambillo, Mejía, 13 de diciembre de 2024) fue un abogado, pintor y dirigente indígena ecuatoriano.

## Biografía
Nació el 8 de enero de 1973, en la comunidad kichwa de Tigua Yatapungo, del cantón ecuatoriano de Pujilí. La comunidad en donde nació se caracteriza por ser la cuna de artistas indígenas, e Ilaquiche fue uno de ellos, pues desde temprana edad se desempeñó como pintor, llegando a presidir la asociación de artistas de su terruño.

### Formación
Realizó su formación primaria en la «Escuela Fiscal Mixta Dr. Carlos Guevara Moreno» de Tigua, y la secundaria en el «Colegio Provincia de Cotopaxi», siendo el mejor egresado de su promoción en 1991.
Estudió en la Universidad Central del Ecuador, donde obtuvo el título de abogado y el doctorado en Jurisprudencia en el 2000. Ejerció su profesión de manera independiente y se destacó como defensor y teórico de la justicia indígena.
Cursó una especialización en Sistemas electorales y Reformas políticas (1998), además de cursar una maestría en Ciencias sociales en la Facultad Latinoamericana de Ciencias Sociales en 2005. En 2008, la Universidad Carlos III de Madrid le otorgó un reconocimiento como experto en Derechos humanos, Derechos de los pueblos indígenas, Gobernabilidad y Cooperación internacional.
Posteriormente, cursa una maestría en Derecho constitucional por la Universidad Regional Autónoma de los Andes en 2013. Realizó estudios en la Escuela de la Sociedad de Altos Estudios Jurídicos Empresariales Euroamericanos, donde obtuvo las maestrías en Relaciones internacionales, Derecho internacional, y en Derechos humanos en 2017.

### Vida personal
Contrajo matrimonio civil en 2008 con la dirigente indígena Lourdes Tibán. El 14 de febrero de 2015 tuvo lugar su boda eclesiástica, celebrada en la comuna de Chirinche bajo el entonces arzobispo de Portoviejo, Mario Ruiz Navas. A la misma estuvieron invitados varios asambleístas y personalidades de la política.
De este matrimonio tuvo tres hijos: Kaya Anaaí, reina de Salcedo en 2024; Ayan Raúl; y Sanni Millaray Ilaquiche Tibán.

## Trayectoria
Participó activamente en política como dirigente del Movimiento Indígena y Campesino de Cotopaxi "MICC", entre 2001 y 2003. Ocupó el cargo de vicepresidente de la Ecuarunari, desde 2003 hasta 2006. Fue director de la Fundación Defensoría Kichwa de Cotopaxi. En 2007, fue electo diputado por Cotopaxi.
Ejerció la docencia como profesor de maestrías en la Universidad Regional Autónoma de los Andes (UNIANDES), la Universidad Amawtay Wasi-Universidad Central del Ecuador. También fue docente principal e investigador en la UNIANDES.

### Fallecimiento
Falleció el 13 de diciembre de 2024, en un accidente automovilístico en la localidad de Tambillo, a los 51 años, mientras regresaba a Salcedo tras participar en una asamblea de la CONAIE, en Quito. La Gobernación de Cotopaxi declaró 3 días de luto por el fallecimiento de Ilaquiche.
Sus restos fueron trasladados para cumplir su deseo de ser enterrado en el cementerio del poblado de Tigua.

## Reconocimientos
En 2008, recibió el Premio Bartolomé de las Casas en la Casa de América (Madrid), por su destacada labor en la defensa de los derechos y el reconocimiento de los pueblos indígenas, convirtiéndose en el primer ecuatoriano galardonado con este reconocimiento. El premio le fue entregado por los Príncipes de Asturias, y en su discurso expresó: “En nombre de los millones de indígenas que piden el derecho a seguir existiendo como pueblos originarios y sujetos jurídicos de derechos en pie de igualdad, tanto en los Estados como en la sociedad internacional”.